# Ashley Fiolek
Ashley Fiolek (Dearborn, 22 ottobre 1990) è un'ex pilota motociclistica statunitense.
Ashley Fiolek è sorda e comunica attraverso la lingua dei segni americana. Ha gareggiato con le targhe 67 e 1 e ha vinto il Women's Motocross (WMX) nel 2008, 2009, 2011 e 2012.

## Biografia
Fiolek è nata a Dearborn in Michigan ed è sorda dalla nascita. Scoprirono che era sorda quando le cadde una grossa pentola dietro e non si spaventò nemmeno. Nell'agosto del 1998 la famiglia Fiolek si trasferì a St. Augustine in Florida in modo che Ashley potesse frequentare la Florida School for the Deaf and Blind, la più grande scuola di questo tipo negli Stati Uniti. In questa scuola, ha studiato balletto, ha corso su pista e ha giocato a pallacanestro. Quando Fiolek ha finito l'ottava elementare, i suoi genitori hanno deciso di farla studiare a casa.
Da bambina, la sua famiglia andava spesso nella capanna del nonno a Wolverine in Michigan e andava in moto per ore nei boschi. A circa tre anni, i genitori di Fiolek le hanno regalato una Yamaha PW50, una moto adatta a motociclisti molto giovani. L'ha guidata per diversi anni, con ruote da allenamento, accompagnata dai suoi genitori.

## Carriera

### WMX
Fiolek ha iniziato a gareggiare all'età di sette anni. È stata campionessa WMX Pro National nel 2008 dopo la sua prima vittoria professionale al WMA Pro National Hangtown. Ha anche vinto molte gare nella stagione del 2009, tra cui la Moto 1 a Hangtown ed entrambe le gare a Glen Helen. Si è confermata campionessa WMX Pro National nel 2009 finendo settima al Steel City Raceway a Delmont in Pennsylvania il 5 settembre 2009. Ha terminato la gara con una frattura alla clavicola a causa di una caduta durante la gara. Ha vinto di nuovo il WMX Pro National nel 2011. Nel 2012 è caduta e ha subito una commozione cerebrale e una frattura dell'osso sacro. Era Did Not Start (Non partita) a High Point Raceway a Mount Morris in Pennsylvania. Dopo quasi un mese di pausa per via del tempo di guarigione, ha corso alla RedBud MX a Buchananan in Michigan, dove ha iniziato la sua prima corsa per il suo prossimo titolo. Ha conquistato la classifica generale in quella e nelle due gare successive a Washougal in Washington e Southwick in Massachusetts. Ha vinto il WMX Pro National Championship nel 2012 a Lake Elsinore in California.
Nel 2008 è stata la prima motociclista donna a far parte della copertina della rivista TransWorld Motocross. Nel 2009 è stata la prima donna a firmare con il team americano Honda Racing ed è stata candidata per un ESPN ESPY Award. Nel settembre dello stesso anno è stata nominata Persona sorda del mese da DeafPeople.com. Nel 2010 Fiolek ha pubblicato la sua autobiografia Kicking Up Dirt, scritta in collaborazione con Caroline Ryder. Nel 2011 Fiolek e la sua moto da cross sono apparse in uno spot pubblicitario per Red Bull. È stata la sesta atleta sponsorizzata da Red Bull ad apparire in uno spot per la bevanda energetica. Nel 2012 è stata inserita in un numero della rivista Vogue e ha presentato un TEDx Talk.
Nel 2010 Fiolek ha conosciuto Noora Moghaddas, una delle migliori concorrenti di motocross del Medio Oriente. Fiolek ha detto: "Noora continua nella sua impresa di aiutare le donne iraniane ad imparare a guidare, correre e diventare più forti. Spero di essere parte di questa importante missione con lei, in modo che entrambe possiamo condividere il nostro amore per il motocross con persone di altri paesi! È bello sapere che il nostro mondo non è poi così grande. Anche con lingue e culture diverse, possiamo incontrarci e condividere qualcosa che ci appassiona".

### X Games
Nel 2009, ha vinto la sua prima medaglia d'oro X Games in Women's Moto X Super X al X Games 15. È stata la prima medagliata sorda degli X Games e la più giovane campionessa della Women's Motocross Association. Fiolek ha vinto la sua seconda medaglia d'oro consecutiva agli X Games Gold Medal in Super X Women's il 31 luglio 2010 agli X Games 16.
Nel 2011, agli X Games 17, Fiolek si è schiantata durante gli allenamenti e ha perso conoscenza. I medici hanno stabilito che non sarebbe stata in grado di competere. Nel 2012, non ha partecipato per il secondo anno consecutivo agli X Games 18 a seguito di una commozione cerebrale che ha subito in un incidente il 2 giugno al WMX Moto 2 di Lakewood in Colorado.

### Dopo gli WMX
Nel giugno del 2012 Fiolek è apparsa in Conan, la prima persona sorda ad essere presente nello show. Nel settembre 2012 è apparsa in un episodio di Switched at Birth interpretando Robin Swiller, un pilota di motocross che sviluppa un interesse per Emmett Bledsoe. Lo stesso mese ha dichiarato a ESPN.com: "È la mia ultima stagione nella serie outdoor, ma certamente non nella corsa!". Nel 2013 ha ribadito che ha lasciato la WMX.
Nel 2013 ha interpretato se stessa in No Ordinary Hero: The SuperDeafy Movie. Nel luglio 2014, ha iniziato a lavorare come motociclista stuntman per lo spettacolo dal vivo Marvel Universe Live.